# أيوجين لوفينيسكو
أيوجين لوفينيسكو (بالرومانية: Eugen Lovinescu) (31 أكتوبر 1881-1943) هو ناقد أدبي وكاتب روايات روماني.

## روابط خارجية
- أيوجين لوفينيسكو على موقع الموسوعة البريطانية (الإنجليزية)